# Kentengsari (Windusari)
Kentengsari is een bestuurslaag in het regentschap Magelang van de provincie Midden-Java, Indonesië. Kentengsari telt 1006 inwoners (volkstelling 2010).